# 中央製乳
中央製乳株式会社（ちゅうおうせいにゅう）は、愛知県豊橋市植田町にある乳製品を中心とした食品会社。「中央牛乳」のブランド名を持つ。愛知県下複数の市町村に学校給食牛乳を届けている。牛乳製造の他、アイスクリームやバター、はっ酵乳などの製造並びに販売を行っている。

## 沿革
- 1937年（昭和12年）10月18日 - 設立。